# Rhinoclemmys funerea
Rhinoclemmys funerea – gatunek żółwia z rodziny batagurowatych (Geoemydidae).

## Występowanie
Gatunek ten zamieszkuje Amerykę Centralną – Honduras, Nikaraguę, Kostarykę i Panamę.

## Rozmiary
Długość karapaksu: samce do 32,5 cm, samice do 35,5 cm.

## Ochrona
Gatunek ten od 2023 roku jest objęty załącznikiem II konwencji waszyngtońskiej (CITES) i aneksem B UE.